# شبه الرسوميات

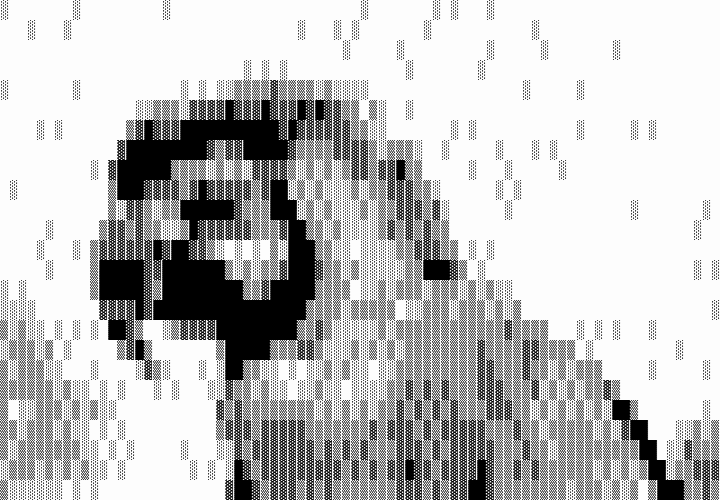
الصورة تم تقديمها باستخدام رسومات كتلة MDA

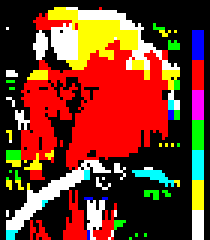
صورة ملونة تم تقديمها باستخدام أحرف نصفية من نوع Teletext

تُعرف الرسومات شبه الرسومية النصية، أو ببساطة الرسومات شبه الرسومية، أو رسومات الحروف، بأنها طريقة بدائية استُخدمت في أجهزة عرض الفيديو الرسومات النقطية المبكر لمحاكاة الرسومات النقطية دون الحاجة إلى تنفيذ منطق مخصص لوضع عرض رسومي.
هناك طريقتان رئيسيتان لتحقيق محاكاة الرسومات النقطية في الأنظمة النصية المبكرة. الطريقة الأولى تتضمن إنشاء وضع عرض قابل للعنونة لجميع النقاط بدقة منخفضة، وذلك باستخدام مجموعة من الأحرفالخاصة التي تمثل جميع التركيبات الثنائية الممكنة لمصفوفة تقسيم فرعية محددة ضمن حجم حرف وضع النص. يُشار إلى هذه الطريقة باسم الرسومات الكتلية (Block Graphics)،  أو في بعض الأحيان الرسومات الفسيفسائية (Mosaic Graphics). 
الطريقة الثانية لتحقيق محاكاة الرسومات النقطية في الأنظمة النصية المبكرة هي استخدام أشكال خاصة بدلًا من الحروف والأرقام القياسية، بحيث تظهر هذه الأشكال كما لو أنها رُسمت في وضع الرسومات النقطية (Bitmap Graphics). يُشار إلى هذه الطريقة أحيانًا باسم الرسومات شبه (Pseudo-graphics) أو شبه الرسومية (Semigraphic)؛ ومن الأمثلة الهامة على ذلك رسم الأحرف على شكل مربعات متجاورة لإنشاء خطوط وأشكال.
لا تزال الأحرف شبه الرسومية (بما في ذلك بعض عناصر الرسومات الكتلية) مُدمجة في BIOS (نظام الإدخال والإخراج الأساسي) لأي بطاقة فيديو متوافقة مع VGA(مصفوفة الرسومات المرئية)، وبالتالي يمكن لأي جهاز كمبيوتر عرض هذه الأحرف منذ لحظة تشغيله، حتى قبل تحميل أي نظام تشغيل. ولا تزال الخطوط المفردة والمزدوجة تُرسَم غالبًا بهذه الطريقة عندما يستخدم النظام وضع النص؛ على سبيل المثال، عند تشغيل برنامج إعداد BIOS.
لقد تم تضمين العديد من هذه الأفكار التاريخية في معيار Unicode، على سبيل المثال في كتل رموز الحوسبة القديمة (Ancient Scripts)، و عناصر الكتلة (Block Elements)، و رسم المربعات (Box Drawing)، و الأشكال الهندسية (Geometric Shapes) ضمن كتل Unicode المختلفة. 

## رسومات الكتل
على سبيل المثال، يمكن تقسيم حرف بحجم 8×12 بكسل عموديًا إلى قسمين وأفقيًا إلى ثلاثة أقسام، ثم تعيين قيم "الحبر" و"الخلفية" لعناصر المصفوفة الناتجة بنمط ثنائي. ويتوافق هذا النمط الثنائي مع التسلسل الثنائي لموقع الحرف في جدول الخطوط <i id="mwRw">لمصفوفة فسيفساء كتلة</i> 2×3، وهو ما يُعرف بعلامات الاقتباس (Quads) أو السدسيات (Sextets). وتستخدم بعض الإصدارات الأقل شيوعًا "مصفوفة" بحجم 1×6، وفي هذه الحالة يُشار إلى هذه "البكسلات" الستة أحيانًا باسم <b>sixels</b>. لكن تقسيم حرف بحجم 8×8 إلى "بكسلات" بحجم 2×2، والتي تُسمى أرباع (Quarters)، كان شائعًا أيضًا (وقد ااستخدامه، على سبيل المثال، في Sinclair ZX81).
في بعض الأحيان، تُدمج الأحرف شبه الرسومية النصية ببساطة ضمن مجموعة الخطوط الخاصة بالأنظمة. وفي أحيان أخرى، تُستخدم أجهزة فيديو متخصصة لتحويل نمط البت مباشرة من ذاكرة الفيديو إلى وحدات البكسل المعروضة على الشاشة. وفي حالات نادرة، عندما لا يمكن تقسيم مصفوفة الأحرف عموديًا إلى ثلاثة أجزاء بشكل متساوٍ، كما هو الحال في مصفوفة 8×8، يتم أحيانًا تقسيم الفسيفساء باستخدام مخطط خط المسح بنسبة 3:2:3. ويُعد وضع الرسومات في نظام Galaksija مثالًا على ذلك، على الرغم من أن تأثير التشويه كان ضئيلاً مع استخدام مخطط 4:5:4.
كان الاستخدام الأساسي لهذه التقنية في جهاز TRS-80، حيث كانت الطريقة الوحيدة للحصول على وحدات بكسل منفصلة على الشاشة يمكن التحكم في تشغيلها وإيقاف تشغيلها بشكل فردي (جميع النقاط قابلة للعنونة) هي استخدام مصفوفة 2×3 بكسل من الرسومات الكتلية. وفي حالة TRS-80، لم تُدمج هذه الرسومات الكتلية في ذاكرة القراءة فقط للخطوط (Font ROM)، كما أصبح هو القاعدة فيما بعد، ولكنها أُنشئت مباشرة من النمط المنطقي المكون من ستة بتات الموجود في ذاكرة الوصول العشوائي للفيديو (Video RAM) باستخدام دائرة مخصصة مصنوعة من بوابات منطقية. أما النظام السابق الذي استخدم نفس مجموعة الرسومات الزائفة لمصفوفة 2×3 فهو واجهة الطرفية للفيديو (VTI) الخاصة بجهاز <b>Poly-88</b> من إنتاج شركة <b>أنظمة متعددة الأشكال</b> (Polymorphic Systems)، وهو نظام يعتمد على ناقل S-100 وقد سبق جهاز TRS-80.
إذا كان النظام يدعم الألوان أيضًا، فإن دقة ألوان البكسل الناتجة كانت عادةً مماثلة لدقة النص. وقد أدى ذلك غالبًا إلى ما يُعرف باسم <b>تضارب السمات</b> (Attribute Clash)، حيث لا يمكن تغيير لون البكسل على أساس فردي لكل بكسل، ولكن فقط إلى لون "حبر" واحد ولون "خلفية" واحد لجميع البكسلات الموجودة ضمن موضع حرف واحد.
في بعض الأحيان، كان من الممكن تقليل عدد الأحرف المطلوبة في الخط المخصص للرسومات الكتلية إلى النصف إذا كان النظام يدعم أيضًا سمة "العكس" (Inverse)، حيث أن نصف الأحرف في مجموعة خطوط الرسومات الكتلية الكاملة يمثل العكس المنطقي للنصف الآخر من المجموعة. ومن الحيل الأخرى التي استُخدمت لتقليل عدد الأحرف المطلوبة استخدام حرف المسافة (الذي يمثل "كل البتات صفر") واستخدام الحرف السداسي 7F (الذي يمثل "كل البتات قيد التشغيل"). والسبب في استخدام الحرف السداسي 7F (العشري 127) كحرف "كل البكسلات قيد التشغيل" هو أنه عند استخدام شريط ورقي لتثقيب جميع الثقوب السبعة، كان ينتج "بايت" قيمته السداسية 7F، والذي كان يُعتبر حرف "DEL" أو "المسح" في معيار ASCII (الرمز الأمريكي القياسي لتبادل المعلومات). [بحاجة لمصدر] وقد دفع تعيين حرف المسح في ASCII (حتى نقطة الرمز 127) مصممي وحدات العرض المرئي إلى استخدام "المسح" لتمثيل مربع حرف مملوء بلون "الحبر"، والذي كان يُستخدم غالبًا لتمثيل المؤشر المرئي. .[بحاجة لمصدر]

### أمثلة على استخدام الرسومات الكتلية

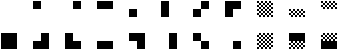
مجموعة رسومات كتلة النص للطراز ZX-81

من الأمثلة الأخرى للأنظمة التي اعتمدت على استخدام الرسومات الكتلية (Block Graphics) ما يلي:
- مجموعات الأحرف ZX80 و ZX81 ، حيث تم استخدام مصفوفة من 2×2 بكسل، مع حيل سمة المسافة والعكس للحفاظ على عدد الأحرف المطلوبة في ذاكرة القراءة فقط إلى 7 فقط (من أصل 16 ضرورية). كما يدعم ZX Spectrum الرسومات الكتلية بالإضافة إلى الرسومات "الحقيقية" عالية الدقة. بالإضافة إلى ذلك، يمكن بسهولة وعلى الفور تغيير الخط النظامي (المخزن في ذاكرة القراءة فقط) على جهاز Spectrum إلى خط مخزن في ذاكرة الوصول العشوائي (RAM)، مما يسمح للمبرمجين بتحديد الأحرف شبه الرسومية الخاصة بهم لتناسب احتياجاتهم.
- ومن بين الأنظمة الأخرى التي استخدمت مصفوفة 2×2 نظام Panasonic JR-200 ونظام Mattel Aquarius . لقد دعم الأخير ليس فقط أنصاف الرسومات البيانية لمصفوفة 2 × 2 ولكن أيضًا أنصاف الرسومات البيانية لمصفوفة 2 × 3، وإن كان بشكل غير كامل، حيث كانت بكسلات أنصاف الرسومات في الصف الأوسط للشخصية أقل طولًا من تلك الموجودة في الصفوف العلوية والسفلية، بسبب التقسيم غير الكامل لمصفوفة الأحرف 8 × 8 بكسل.
- كان لدى Commodore PET أيضًا بعض الأحرف لدعم الرسوميات النصية 2 × 2 في مجموعة أحرف PETSCII الخاصة بها. وكان PET أيضًا أحد الأنظمة الأولى التي اعتمدت بشكل كبير على الأحرف شبه الرسومية ، للحصول على أي شكل من أشكال الرسومات على الشاشة.
- يعد جهاز الكمبيوتر الملون TRS-80 وجهاز Dragon 32/64 من الأمثلة الجيدة للأنظمة التي تستخدم أنصاف الرسومات الملونة بمصفوفة 2×2. لكن جهاز Motorola 6847 VDC الخاص بهم يدعم أيضًا وضع الرسوم البيانية شبه المقسمة إلى 6 كتل والذي نادرًا ما يستخدم. [6]
- تستخدم أنظمة الفيديوتكس والتليتيكس مصفوفة 2×3 وخلفية واحدة ("حبر") ولون خلفية واحد، عادةً من مجموعة مكونة من ثمانية ألوان (بما في ذلك الأسود والأبيض). تستخدم العديد من الأنظمة " رسومات فيديوتكس ". أحد أفضل الأمثلة المعروفة هو وضع الرسومات الافتراضي ( الوضع) في جهاز Acorn BBC Micro 7 ). ومن بين الأنظمة الأخرى التي استخدمت رسومات تشبه "Videotex": نظام ABC 80 ، ونظام Grundy NewBrain ، والعديد من أنظمة Acorn Eurocard ، ونظام Philips P2000T ، الذي استخدم في الواقع شريحة Teletext مصممة لأجهزة التلفزيون الخاصة بها.
- كانت أجهزة Matra Alice 32، [7] Matra Alice 90 [8] و Philips VG5000 [9] تعتمد على شريحة الرسوميات Thomson EF9345 ، القادرة فقط على عرض الأحرف الأبجدية الرقمية وشبه الرقمية . [10]
- تمكن جهاز PC-8001 من دمج النص العادي مع مجموعة كاملة من 256 "حرفًا" نصيًا نصف رسوميًا في مصفوفة 2×4؛ وميز النظام مجموعة أنماط نصف الرسوم البيانية الـ 256 عن مجموعة الأحرف الـ 256 المستخدمة للخطوط "العادية" عبر بايتات سمة الأحرف.
- كان أحد أنظمة الفيديو الأخيرة حيث كانت النصوص شبه الرسومية خيارًا مفيدًا هو Color Graphics Adapter (CGA). كان محول الرسوميات هذا لأجهزة الكمبيوتر IBM المبكرة يدعم أربعة ألوان فقط في وضع الرسوميات عالية الدقة، ولكن في وضع النص كان بإمكانه عرض 16 لونًا مختلفًا. على الرغم من أن ROM الخط الخاص بمحول CGA لم يتضمن كل أحرف النص شبه الرسومية النموذجية، إلا أنه كان لا يزال من الممكن إنشاء وضع نص شبه رسومي CGA بحجم 160 × 100 باستخدام خدعة شبه موثقة.

## الأحرف شبه الرسومية

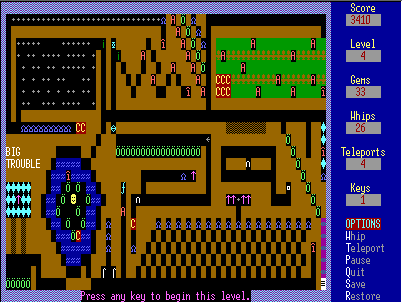
الشخصيات شبه الرسومية المستخدمة في لعبة Kingdom of Kroz

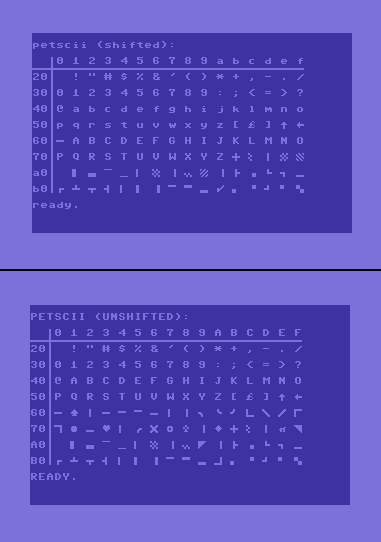
مخطط PETSCII كما هو معروض على C64 في الوضعين المحول وغير المحول. (لا يتم عرض رموز التحكم، بالإضافة إلى الأحرف الموجودة في نطاق $C0–$FF، وهي رموز المفاتيح القياسية ذات الأحرف الكبيرة التي يتم إرجاعها من لوحة المفاتيح، والتي يتم عكسها إلى النطاق $60–$7F.)

تحتوي لوحة مفاتيح PET 2001 على أحرف شبه رسومية موضحة لسهولة الإدخال

الأحرف شبه الرسومية هي أيضًا مجموعة من الرموز الموجودة في الخطوط تهدف إلى إعطاء انطباع بأن النظام قادر على دعم الرسومات عالية الدقة، بينما في الواقع يعمل النظام في وضع النص فقط. وقد منحت أحرف مثل تلك المستخدمة لرسم المربعات والدوائر والنقاط، بالإضافة إلى رموز البطاقات مثل ♠ و♣ و♥ و♦ والأشكال الهندسية التي تعمل كـ "وحدات بناء رسومية" مثل المثلثات، هذه الأنظمة مظهرًا رسوميًا زائفًا.
كان جهاز <b>Commodore PET</b> ، من أوائل الأنظمة التي استخدمت مثل هذه الأحرف، ويُعد المثال التقليدي الذي اقتدت به أنظمة أخرى لاحقًا. فقد احتوى PET على العديد من هذه الأحرف ضمن مجموعة خطوط <b>PETSCII</b> الخاصة به. وقد اعتمد نظام PET الأصلي على هذه الأحرف بشكل كبير لدرجة أنه قام بطباعتها على لوحة المفاتيح الخاصة به، كما هو موضح هنا، وهو مثال سرعان ما نسخته أنظمة أخرى.
الأمثلة الجيدة الأخرى على نظام اعتمد على الأحرف شبه الرسومية جهاز ، الذي لم يكن يحتوي على رسومات عالية الدقة ولا أحرف قابلة لإعادة البرمجة، ولكنه اعتمد بشكل كامل على مجموعة خطوط ممتدة تضمنت العديد من الأحرف الرسومية الزائفة. وباستخدام هذه الأنظمة، كان من الممكن إنشاء ألعاب تبدو ظاهريًا وكأن النظام يتمتع بقدرات رسومات عالية الدقة.
بعض الأنظمة التي كانت تتميز بمجموعة خطوط قابلة للبرمجة، ولكنها لم تكن تحتوي على أجهزة رسومات نقطية عالية الدقة حقيقية، كانت تأتي مزودة بمجموعات أحرف افتراضية ليتم تحميلها في ذاكرة الوصول العشوائي لمجموعات الأحرف (Character RAM). وغالبًا ما كانت هذه المجموعات تتضمن المفاهيم المذكورة سابقًا، على الرغم من أنه كان شائعًا تعريف الأحرف شبه الرسومية المخصصة حسب الحاجة.

### الأنظمة التي تعتمد على الأحرف شبه الرسومية
من أمثلة الأنظمة التي اعتمدت بشكل كبير على الأحرف شبه الرسومية (Semigraphic Characters) في عرض رسوماتها:
- لم يقدم جهاز IBM PC الأصلي المزود بتقنية MDA أي شكل من أشكال الرسومات بخلاف أحرف الرسم المربعة الموجودة في صفحة الكود الخاصة بالأجهزة الافتراضية 437 .
- كان Commodore PET أحد أول الأنظمة التي اعتمدت بشكل كبير على الأحرف شبه الرسومية، للحصول على أي شكل من أشكال الرسومات على الشاشة (انظر PETSCII ).
- اعتمدت بطاقتا Sinclair ZX80 و ZX81 على أحرف الرسومات الكتلية للحصول على رسومات منخفضة الدقة تبلغ 64×48 بكسل بالأبيض والأسود أو 32×48 بالأسود والأبيض والرمادي المختلط كما هو موضح في مجموعة أحرف ZX80 ومجموعة أحرف ZX81 .
- اعتمدت شركة Mattel Aquarius بشكل كامل على مجموعة شخصياتها في الألعاب، على الرغم من تسويقها من خلال متاجر الألعاب. لم يحقق نجاحًا تجاريًا أبدًا بسبب هذا القيد، الذي كان قديمًا في ذلك الوقت (انظر مجموعة أحرف Mattel Aquarius ).
- كما استخدمت طابعة Panasonic JR-200 أيضًا أحرفًا شبه رسومية مع رسومات كتلة (انظر مجموعة أحرف سلسلة Matsushita JR ).
- لم تقدم سلسلة Sharp MZ من أجهزة الكمبيوتر دقة عالية أو أحرفًا قابلة للبرمجة، ولكنها كانت تحتوي على مجموعة كاملة جدًا من الأحرف شبه الرسومية (انظر مجموعة أحرف Sharp MZ ). - ولا تزال تقدم العديد من الألعاب الجميلة بصريًا.
- Matra Alice 32 و90؛ و Philips VG5000 (انظر مجموعة أحرف Thomson EF9345 ).
- كان Compukit UK101 (نسخة طبق الأصل من اللوحة العملاقة الشهيرة Ohio Scientific) أيضًا نظامًا مبكرًا للغاية يعتمد على مجموعة مكونة من 256 حرفًا.
- دعمت أوضاع النص في أجهزة كمبيوتر Apple II اللاحقة، بدءًا من Apple IIc والإصدار المحسن من Apple IIe ، مجموعة أحرف MouseText ، والتي حلت محل الأحرف الكبيرة الوامضة عند تمكينها. على الرغم من أن أنظمة Apple هذه لم تعتمد على مجموعات الأحرف هذه، إلا أنها لعبت دورًا في محاكاة الرسومات مثل واجهة المستخدم الرسومية لأعضاء عائلتها الأكثر تقدمًا، بينما كانت لا تزال في وضع النص.